# 王珦
王珦，字克溫，直隸徽州府祁門縣人，民籍，明朝政治人物。進士出身。

## 生平
早年出身國子生，成化元年（1465年）舉乙酉科應天府鄉試第一百二十三名。成化十四年（1478年）參加戊戌科會試第二十七名，殿試登進士第二甲第四十六名。

## 家族
曾祖父王舍英、祖父王彥良、父亲王懷德。